# Ambulance
En ambulance er et transportmiddel beregnet til transport af syge eller tilskadekomne til eller fra et behandlingssted såsom et hospital. Både indretning, bemaling og transportmidlets type kan variere en del fra land til land, ligesom ambulancebegrebet kan dække over mange forskellige transportfunktioner – både akutte og ikke-akutte opgaver.
Typisk omhandler begrebet køretøjer som f.eks. varevogne eller udbyggede stationcars. Til akut brug vil disse ambulancer typisk være udstyrede med udrykningssignaler – dvs. et blink og sirene – ligesom Star of Life er et international anerkendt symbol til at betegne den præhospitale hjælp.
Foruden et køretøj til brug på vej, findes der også ambulancevariationer i form af f.eks. helikoptere, fastvingefly, mindre både.
Ordet "ambulance" stammer fra det latinske ord ambulare, "at gå".

## Historie
Konceptet med, at ambulancens mandskab udfører behandling er relativt nyt. Tilsvarende har lægernes behandlingsmetoder på hospitaler og sygehuse også udviklet sig gennem tiderne. Ambulancen har således fra start af primært skullet fungere som et transportmiddel for personer, der ikke selv kunne transportere sig til behandling. Dette var f.eks. meget aktuelt på under krige.
Begrebet og betegnelsen "ambulance" er af ældre dato og blev oprindeligt anvendt på slagmarken om hjælp til de sårede og disses borttransport (ikke nødvendigvis på et køretøj, endsige et motoriseret sådant). Første gang man støder på ordet er i det 15. århundrede, hvor kong Ferdinand og dronning Isabella af Spanien indfører særlige "hospitalstelte", kaldet ambulancias, ved slagmarken til behandling af sårede tropper.
Under krigen mellem Frankrig og Preussen besøgte Napoleons livlæge Dominique Jean Larrey slagmarken og blev forundret over, at ambulancerne ikke afhentede de faldne soldater før kamphandlingerne var ophørt. Ambulancerne var placerede ca. 4 kilometer bag kamplinjen på Napoleons ordrer. På denne baggrund blev der opsat et decideret præhospitalt system. Der blev opsat to- og firehjulede hestetrukne køretøjer, der skulle transportere soldater til felthospitalet efter de havde modtaget førstehjælp på stedet. De blev første gang taget i anvendelse i 1793 af Napoleons Rhin-hær. Der blev ligeledes udviklet et båresystem, der kunne fungere på en kamelryg.
Blandt civile ambulancer, skete der i 1832 et stort fremskridt, da man indførte hestevognstransport af kolerapatienter i London. The Times beskrev udviklingen således: "Helbredelsesprocessen begynder i samme øjeblik patienten placeres i vognen; der spares tid, som kan bruges til at pleje patienten; patienten kan fragtes til hospitalet så hurtigt, at der ikke er behov for lige så mange hospitaler og de kan være længere væk fra hinanden."
I slutningen af det 19. århundrede blev automobilet udviklet og begyndte at blive set i gadebilledet på lige fod med hestetrukne køretøjer. Den første bilambulance blev anskaffet i 1899 til Michael Reese Hospital i Chicago ved donation fra 500 lokale forretningsdrivende. I New York fulgte man trop året efter, men med højere hastighed, bedre bremseevne, større patientsikkerhed og i det hele taget en mere glidende kørsel.
Fra midten af det 20. århundrede begyndte der at ske en udvikling i ambulancetjenesten. Dels var man i England efter en stor togulykke begyndt at indrette ambulancerne til at foretage decideret behandling. Desuden var det op gennem 1960'erne og 1970'erne, at man eksperimenterede og senere anbefalede brugen af kunstigt åndedræt og hjertemassage (i dag hjerte/lunge-redning).

## Specialambulancer

### Akutbil og lægeambulance
Akutbilen er en enkeltmandsbetjent støtteenhed der er beregnet til at rykke ud og opstarte behandling af patienten på stedet. Akutbilen er ikke indrettet med båre og medtager derfor ikke patienter.
Lægeambulancen var oprindeligt en almindelig ambulance, der også var bemandet med en læge, men betegner i dag et akutbilslignende køretøj, der fremfører en læge.

### Sengeambulance og babyambulance
Til komplicerede transporter mellem hospitalerne af kritiske patienter, kan det være nødvendigt at lade patienten forblive liggende i hospitalssengen, der så køres ind i en ambulance. En ambulance, der så er særligt indrettet til at transportere en sådan seng kaldes for en sengeambulance.
Visse kritisk syge babyer og i høj grad for tidligt fødte, kan have behov for ligge i kuvøser. Det kan så blive nødvendigt at transportere baby med kuvøse til en specialafdeling, der kan håndtere situationen. Til disse formål findes enkelte steder ambulancer, der er særligt indrettede til at transportere en sådan. De vil typisk være tilknyttede specialafdelingen på hospitalet. Denne slags ambulancer benævnes babyambulance.

## Militær anvendelse
Militære ambulancer kan indsættes i både fredstid og i krigszoner, hvilket også betyder, at der findes forskellige opbygninger til de forskellige formål: F.eks. en traditionel civil udgave, et panseret og terrængående specialkøretøj eller en kombination af begge dele.
Under krigshandlinger markeres militære ambulancer med tydelige røde kors, eller et af de andre ligestillede symboler, på hvid baggrund for at vise køretøjets ikke-kombattant-status. Disse markeringer er internationalt anerkendte gennem Genevekonventionen, der forbyder angreb på sådanne markerede enheder.
I en sådan situation vil køretøjet ikke nødvendigvis være indrettet med behandlingsudstyr, da man i visse tilfælde vil opleve situationen så farlig, at køretøjets eneste formål at bringe den tilskadekomne i sikkerhed. Herefter kan patienten så overlades til en mere avanceret ambulance, der kan forestå den videre akutbehandling og transport til forbindepladser, felthospital eller civilt hospital. Dog findes der også mange ambulancer med højt udstyrsniveau, hvor man kan foretage decideret behandling under transporten.